# النا شاروکینا
النا شاروکینا (روسی: Шаройкина Елена Акинфовна؛ زادهٔ ۱ ژانویهٔ ۱۹۷۹) کارآفرین، روزنامه‌نگار روسی، متخصص ارتباطات اجتماعی و فعال محیط زیستی و مدیر شبکه تلویزیونی روسیه تزارگراد اهل اتحاد جماهیر شوروی است. او از سال ۲۰۲۰ به عنوان یکی از اعضای اتاق مدنی فدراسیون روسیه منصوب شده‌است.